# دیوید کارمونا (بازیکن فوتبال، زاده ۱۹۹۷)
دیوید کارمونا (انگلیسی: David Carmona؛ زادهٔ ۱۱ ژانویهٔ ۱۹۹۷) بازیکن فوتبال اهل اسپانیا است.
از باشگاه‌هایی که در آن بازی کرده‌است می‌توان به باشگاه فوتبال سویا اشاره کرد.
وی همچنین در تیم‌های ملی فوتبال زیر ۱۸ سال اسپانیا، زیر ۱۹ سال اسپانیا، و زیر ۲۱ سال اسپانیا بازی کرده‌است.